# Accident du 23 décembre 2019 en Indonésie
L'accident du 23 décembre 2019 en Indonésie est un accident de la route survenu le 23 décembre 2019 sur la route entre Bengkulu et Palembang, sur l'Île de Sumatra, en Indonésie. Il fait au moins 28 morts et 13 blessés.

## Déroulement
Le 23 décembre 2019, peu avant minuit, un bus a percuté une barrière en béton et a plongé dans un ravin de 150 m pour terminer sa chute dans une rivière,. Aucun autre véhicule n'a été impliqué dans l'accident. Le bus est parti avec 27 passagers à son bord mais d'autres personnes y sont montées durant le trajet,. Une cinquantaine de personnes se trouvaient à bord du bus lors de l'accident, d'après les déclarations des survivants,.

## Bilan
Un premier bilan faisait état de 24 morts, puis de 26 morts. Le dernier bilan fait état de 28 morts et de plus d'une dizaine de blessés.